# Hunter Tyson
Pour les articles homonymes, voir Hunter et Tyson.
Hunter Tyson, né le  13 juin 2000 à Monroe en Caroline du Nord, est un joueur américain de basket-ball évoluant aux postes d'ailier et ailier fort. Il mesure 2,02 m.

## Biographie

### Carrière universitaire
Entre 2018 et 2023, il joue pour les Tigers de Clemson à l'université de Clemson.
Il évolue maintenant au nuggets de Denver 
Il a été draft en 37ème position par le Oklahoma thunder puis transféré il joue ailier fort.

### Carrière professionnelle

#### Nuggets de Denver (depuis 2023)
Le 22 juin 2023, il est sélectionné à la 37e position de la draft 2023 de la NBA par le Thunder d'Oklahoma City. Le soir-même, il est transféré aux Nuggets de Denver.
Début juillet 2023, il signe un contrat de quatre saisons dont trois garanties avec les Nuggets.

## Palmarès

### Universitaire
- First-team All-ACC en 2023

## Statistiques

### Universitaires
| Saison    | Équipe   | Matchs | Titul. | Min./m | % Tir | % 3pts | % LF | Rbds/m. | Pass/m. | Int/m. | Ctr/m. | Pts/m. |
| --------- | -------- | ------ | ------ | ------ | ----- | ------ | ---- | ------- | ------- | ------ | ------ | ------ |
| 2018-2019 | Clemson  | 31     | 0      | 8,3    | 25,4  | 23,4   | 66,7 | 1,03    | 0,39    | 0,06   | 0,26   | 1,58   |
| 2019-2020 | Clemson  | 31     | 3      | 13,5   | 44,5  | 32,1   | 70,7 | 2,97    | 0,35    | 0,55   | 0,10   | 5,48   |
| 2020-2021 | Clemson  | 19     | 12     | 16,8   | 46,5  | 43,1   | 77,1 | 4,16    | 0,32    | 0,47   | 0,32   | 7,53   |
| 2021-2022 | Clemson  | 25     | 24     | 25,6   | 46,6  | 34,7   | 78,6 | 5,48    | 1,28    | 0,80   | 0,32   | 10,00  |
| 2022-2023 | Clemson  | 34     | 34     | 34,7   | 47,9  | 40,5   | 83,8 | 9,56    | 1,47    | 0,94   | 0,12   | 15,29  |
| Carrière  | Carrière | 140    | 73     | 20,1   | 45,3  | 36,6   | 79,0 | 4,75    | 0,79    | 0,57   | 0,21   | 8,09   |